# Essômes-sur-Marne
Essômes-sur-Marne je francouzská obec v departementu Aisne v regionu Hauts-de-France. V roce 2011 zde žilo 2 735 obyvatel. Je centrem kantonu Essômes-sur-Marne.

## Sousední obce
Azy-sur-Marne, Bonneil, Bouresches, Coupru, Charly-sur-Marne, Château-Thierry, Chézy-sur-Marne, Lucy-le-Bocage, Nogentel

## Vývoj počtu obyvatel
Počet obyvatel 